# Avenida Ossa
Avenida Ossa es el nombre que recibe la sección de la Avenida Circunvalación Américo Vespucio, entre las Avenidas Irarrázaval-Larraín y Avenida Francisco Bilbao. Corresponde principalmente al límite de la comuna de Ñuñoa y de La Reina, en el sector oriente de Santiago de Chile.

## Extremos
Tanto hacia el norte de la avenida Francisco Bilbao, en la comuna de Las Condes, como hacia el sur de las Avenidas Irarrázaval - Larraín, en torno a la Plaza Egaña, la avenida nuevamente toma el nombre de Avenida Américo Vespucio.

## Infraestructura
Está pavimentada y cuenta con entre seis y once pistas a lo largo de su trazado, de las cuales entre cero y cuatro son Pistas Solo Bus; tiene una pequeña franja de tierra, de 1 a 4 metros de anchura, que divide la calzada, en ella se encuentran algunos árboles y arbustos. 

## Intersecciones
Las vías que atraviesan Avenida Ossa a lo largo de su trazado son las siguientes:
- Avenida Francisco Bilbao
- Avenida Príncipe de Gales
- Avenida Tobalaba
- Calle Pucará
- Calle San Vicente de Paul
- Avenida Echeñique
- Avenida Simón Bolívar
- Avenida Irarrázaval
- Avenida Larraín